# Wilhelm I (książę Jülich)
Wilhelm I (V) (ur. ok. 1299, zm. 26 lutego 1361) – książę Jülich (do 1336 hrabia Jülich jako Wilhelm V (VI), 1336–1356 margrabia Jülich jako Wilhelm I, od 1356 książę Jülich jako Wilhelm I).

## Życiorys
Wilhelm był najstarszym synem hrabiego Jülich Gerarda V oraz Elżbiety, córki hrabiego Brabancji-Aschot Gotfryda. 
W 1328 został następcą swego ojca jako hrabia Jülich. Starał się pokojowo układać stosunki z sąsiadami swego niewielkiego hrabstwa i doprowadzał do zawierania licznych układów. M.in. w 1336 doprowadził do małżeństwa swego starszego syna Gerarda z dziedziczką hrabstwa Ravensbergu i hrabstwa Bergu, które Gerard objął odpowiednio w 1346 i 1348. Dzięki dobrym kontaktom z Francją i papiestwem doprowadził do uzyskania przez swego brata Walrama funkcji arcybiskupa Kolonii. Później nawiązał bliskie kontakty z cesarzem Ludwikiem IV Bawarskim i stał się jednym z architektów sojuszu Ludwika z królem Anglii Edwardem III skierowanego przeciwko Francji (obaj władcy byli jego szwagrami – ich żonami były siostry żony Wilhelma). W 1336 został podniesiony przez cesarza do rangi margrabiego, otrzymał też wówczas liczne dobra i przywilej bicia monety. Dwa lata później otrzymał nominację na marszałka Rzeszy, a w 1340 tytuł para Anglii jako hrabia Cambridge.
Po śmierci Ludwika, mimo że wcześniej występował przeciwko arcybiskupowi Trewiru Baldwinowi, Wilhelm znalazł się w obozie jego krewnego Karola IV Luksemburskiego. Ten potwierdził jego dotychczasowe przywileje Wilhelma i nadał mu nowe lenna, natomiast Wilhelm służył mu podobnie jak Ludwikowi w sprawach politycznych, m.in. jako pośrednik w kontaktach z Anglią. W tym okresie doszło jednak do niepokojów w jego domenie. Przeciwko Wilhelmowi w 1349 wystąpili synowie, którzy uwięzili go (być może z powodu sytuacji finansowej margrabiego wywołanej koniecznością zdobywania przez niego funduszy na finansowanie swoich akcji politycznych); uwolniono go prawdopodobnie dopiero w 1351 dzięki naciskom z zewnątrz. W 1356 uzyskał podniesienie do rangi księcia, otrzymał też hrabstwo Valkenburga – o to jednak musiał toczyć spory, w toku których zmarł.

## Rodzina
Żoną Wilhelma była od 1317 lub 1324 Joanna, córka hrabiego Holandii i Hainaut Wilhelma I (zmarła w 1374). Ze związku tego pochodziły następujące dzieci:
- Ryszarda, żona księcia Dolnej Bawarii Ottona IV, a następnie hrabiego Mark-Alteny Engelberta III,
- Gerard, hrabia Ravensbergu i hrabia Bergu,
- Filipa, żona hrabiego Heinsberg-Looz Gotfryda III,
- Joanna, żona hrabiego Wied Wilhelma I,
- Wilhelm II, następca ojca jako książę Jülich,
- Izabela, żona hrabiego Kentu Jana[1].